# Nueva Rosita
Nueva Rosita is een stad in de Mexicaanse deelstaat Coahuila. De plaats heeft 36.639 inwoners (census 2005) en is de hoofdplaats van de gemeente San Juan de Sabinas.
Nueva Rosita is een van Mexico's belangrijkste mijnbouwplaatsen. In 1950 vond hier de staking van Nueva Rosita plaats en bij een explosie in een kolenmijn in 2006 kwamen 65 mijnwerkers om het leven.